# Muhi ad-Din Fikini
Muhi ad-Din Fikini, arab. ‏محي الدين فكيني‎ (ur. 10 marca 1925, zm. 1994), polityk libijski, od 19 marca 1963 do 20 stycznia 1964 premier i minister spraw zagranicznych Libii.                                                                                                                                          